# Kik Pierie
Kik Pierie (Boston, 20 luglio 2000) è un calciatore olandese, difensore dell'Excelsior.

## Caratteristiche tecniche
È un difensore centrale dotato di grande carisma, grazie al suo temperamento aggressivo si rivela molto proficuo nei contrasti, nonostante sia molto aggressivo come difensore è anche dotato di una buona tecnica e di una buona velocità che gli permette anche di giocare da terzino destro

## Carriera

### Club
Cresciuto nelle giovanili dell'Heerenveen, ha esordito in Eredivisie il 17 maggio 2017 in un match perso 3-1 contro l'Utrecht. Si conquista il posto da titolare la stagione seguente giocando 32 partite di campionato.
Si afferma nel 2018-2019 segnando 2 reti in Eredivisie, una nel 3-5 contro il Feyenoord e una nel 4-4 contro l’Ajax.
Il 17 aprile 2019 viene annunciato il suo passaggio proprio all’Ajax in vista della stagione seguente per circa 5 milioni; Pierie con i lancieri firma un contratto quinquennale da 1 milione di euro all’anno. Gioca 22 partite con la seconda squadra segnando un gol senza mai debuttare in prima squadra. Il 17 luglio 2020 passa in prestito al Twente dove ritrova il posto da titolare.

### Nazionale
Ha giocato nelle nazionali giovanili olandesi Under-15, Under-16, Under-17, Under-19 ed Under-20.

## Statistiche

### Presenze e reti nei club
Statistiche aggiornate al 6 gennaio 2017.
| Stagione        | Squadra         | Campionato      | Campionato | Campionato | Coppe nazionali | Coppe nazionali | Coppe nazionali | Coppe continentali | Coppe continentali | Coppe continentali | Altre coppe | Altre coppe | Altre coppe | Totale | Totale | Totale |
| Stagione        | Squadra         | Comp            | Pres       | Reti       | Comp            | Pres            | Reti            | Comp               | Pres               | Reti               | Comp        | Pres        | Reti        | Pres   | Reti   |        |
| --------------- | --------------- | --------------- | ---------- | ---------- | --------------- | --------------- | --------------- | ------------------ | ------------------ | ------------------ | ----------- | ----------- | ----------- | ------ | ------ | ------ |
| 2016-2017       | Heerenveen      | ERE             | 2          | 0          | CO              | 0               | 0               |                    | -                  | -                  |             | -           | -           | 2      | 0      |        |
| 2017-2018       | Heerenveen      | ERE             | 16         | 0          | CO              | 1               | 0               |                    | -                  | -                  |             | -           | -           | 17     | 0      |        |
| Totale carriera | Totale carriera | Totale carriera | 18         | 0          |                 | 1               | 0               |                    | -                  | -                  |             | -           | -           | 19     | 0      |        |

## Palmarès

### Club

#### Competizioni nazionali
- Supercoppa dei Paesi Bassi: 1

Ajax: 2019